# Et Skud i Mørket
Et Skud i Mørket er en dansk stumfilm fra 1913, der er instrueret af Eduard Schnedler-Sørensen efter manuskript af Harriet Bloch.

## Handling
Denne artikel mangler et handlingsreferat. Hjælp os med at skrive det.

## Medvirkende
- Valdemar Psilander - Overretssagfører Einar Jarl
- Ebba Thomsen - Eva, overretssagførerens hustru
- Lily Frederiksen - Grete, overretssagførerens datter
- Amanda Lund - Lone, husholderske
- Agnes Nørlund - Frk. Gudrun Lind